# Paralephana mesoscia
Paralephana mesoscia là một loài bướm đêm trong họ Noctuidae.